# لئو وایسانن
لِئو وَیسَنِن (فنلاندی: Leo Väisänen؛ زادهٔ ۲۳ ژوئیهٔ ۱۹۹۷) بازیکن فوتبال اهل فنلاند است.
از باشگاه‌هایی که در آن بازی کرده‌است می‌توان به باشگاه فوتبال هلسینکی اشاره کرد.
وی همچنین در تیم‌های ملی فوتبال زیر ۱۷ سال فنلاند، زیر ۱۸ سال فنلاند، زیر ۱۹ سال فنلاند، زیر ۲۱ سال فنلاند، و فنلاند بازی کرده‌است.